# 塞村
塞村是奥地利蒂罗尔州兰德克县的一个市镇。总面积58.08平方公里，总人口1127人，人口密度19.4人/平方公里（2005年）。